# چاه پیروزی
چاه پیروزی یک روستا در ایران است که در شهرستان سیرجان واقع شده‌است. چاه پیروزی ۳۰ نفر جمعیت دارد.